# Amor (2012)
Amor (título original em francês: Amour) é um filme de língua francesa de 2012, escrito e dirigido por Michael Haneke, estrelando Jean-Louis Trintignant, Emmanuelle Riva e Isabelle Huppert. A narrativa se foca em um casal idoso aposentado, Anne e Georges, e uma filha que vive na França. O drama começa quando Anne é submetida a uma operação na carótida que corre mal e a paralisa em um lado do corpo.
Teve sua estreia no Festival de Cannes de 2012, em que venceu a Palma de Ouro. O filme também foi premiado com o Oscar de Melhor Filme Estrangeiro, em 2013.

## Elenco
- Jean-Louis Trintignant como Georges
- Emmanuelle Riva como Anne
- Isabelle Huppert como Eva
- Alexandre Tharaud como Alexandre
- William Shimell como Geoff
- Ramón Agirre
- Rita Blanco
- Carole Franck como enfermeira
- Dinara Droukarova como enfermeira
- Laurent Capelluto como policial
- Jean-Michel Monroc como policial
- Suzanne Schmidt como vizinho
- Walid Afkir como paramédico
- Damien Jouillerot como paramédico

## Prêmios

### Óscar
| Ano  | Categoria                | Indicado(s)                                                  | Resultado |
| ---- | ------------------------ | ------------------------------------------------------------ | --------- |
| 2013 | Melhor Filme             | Margaret Ménégoz, Stefan Arndt Veit Heiduschka, Michael Katz | Indicado  |
| 2013 | Melhor Diretor           | Michael Haneke                                               | Indicado  |
| 2013 | Melhor Atriz             | Emmanuelle Riva                                              | Indicado  |
| 2013 | Melhor Roteiro Original  | Michael Haneke                                               | Indicado  |
| 2013 | Melhor Filme Estrangeiro | Venceu                                                       |           |

### Globo de Ouro
| Ano  | Categoria                | Indicado(s)    | Resultado |
| ---- | ------------------------ | -------------- | --------- |
| 2013 | Melhor Filme Estrangeiro | Michael Haneke | Venceu    |